# Người kim loại Falkville
Người kim loại Falkville là sinh vật ngoài hành tinh mà viên sĩ quan cảnh sát Jeff Greenhaw đã tận mắt chứng kiến ở Falkville, Alabama, Mỹ vào ngày 17 tháng 10 năm 1973.

## Diễn biến
Vào khoảng 10 giờ tối ngày hôm đó, Greenhaw đang ở nhà thì được một người phụ nữ gọi điện trong tình trạng hoảng hốt, cô ta tuyên bố chính mình đã nhìn thấy UFO bên ngoài Falkville tại khu nhà của cư dân Falkville tên là Bobby Summerford. Greenhaw nghe vậy liền mang theo vũ khí và máy ảnh, rồi lái ô tô đến chỗ UFO xuất hiện. Vừa đặt chân đến nơi, ông trông thấy một sinh vật khá giống con người trên một con phố hẹp. Greenhaw từ từ tiếp cận nó bằng ô tô, nghĩ rằng đó có thể là một người bị thương. Ông bất chợt nhận ra rằng sinh vật này đang mặc bộ trang phục kim loại kỳ lạ nhất. Greenhaw bèn chộp lấy chiếc máy ảnh của mình và chụp được bốn bức ảnh trước khi sinh vật này, có lẽ sợ hãi trước ánh đèn flash của máy ảnh, bỏ chạy vào bóng tối với tốc độ đáng kinh ngạc.

## Phản ứng
Những bức ảnh gây chấn động này còn được gửi tới chỗ giám đốc MUFON Walt Andrus phân tích. Sau một hồi tìm hiểu kỹ càng, ông ấy kết luận rằng cuộc gặp này có lẽ là trò lừa bịp lấy cảm hứng từ vụ bắt cóc Pascagoula vẫn còn nóng bỏng và lá nhôm (hoặc thậm chí có thể là bộ đồ chữa cháy amiăng phủ một lớp nhôm phản chiếu) được sử dụng nhằm tạo ra vẻ ngoài đặc biệt cho sinh vật này. Trong những tuần lễ sau cuộc họp, Greenhaw bỗng biến thành trò cười của cả thị trấn nhỏ, đến nỗi chiếc xe kéo mà ông đang sống bị cháy rụi và trong vòng một tháng thì ông mất luôn chức cảnh sát trưởng địa phương.
Ít lâu sau, rộ lên tin đồn đang lan truyền rộng trên Internet: sinh vật mặc đồ bằng nhôm ở Falkville thực ra chỉ là một cậu học sinh trung học có năng khiếu chạy bộ. Vụ lừa bịp này được cho là do những người dân địa phương không muốn Greenhaw làm cảnh sát trưởng dàn dựng mà ra.